# Matthias Brügger
Matthias Brügger (1993) è un ex sciatore alpino svizzero.

## Biografia
Attivo in gare FIS dal dicembre del 2008, in Coppa Europa Brügger ha esordito il 20 dicembre 2012 a Zuoz/Sankt Moritz in slalom speciale, senza completare la gara, e ha colto il suo unico podio il 29 gennaio 2014 a Crans-Montana in supercombinata (2º).
In Coppa del Mondo ha disputato due gare, gli slalom speciali di Levi del 13 novembre 2016 e del 12 novembre 2017, in entrambi i casi senza completarli. Si è ritirato al termine della stagione 2017-2018 e la sua ultima gara è stata uno slalom speciale FIS disputato a Zinal l'11 aprile, chiuso da Brügger al 12º posto; non ha preso parte a rassegne olimpiche o iridate.

## Palmarès

### Coppa Europa
- Miglior piazzamento in classifica generale: 100º nel 2014
- 1 podio:
  - 1 secondo posto